# マガリ・サウリ
マガリ・サウリ（Magali Sauri、1977年9月26日 - ）は、フランス・モンペリエ出身の女性フィギュアスケートアイスダンス選手。パートナーはミハイル・スチフーニンなど。

## 経歴
モンペリエに生まれ、4歳のころにスケートを始めた。ジュニア時代にはニコラス・サリシスと組み、世界ジュニア選手権などにも出場したが、1996-1997年シーズン終了後に解散し、新たにオリヴィエ・シャピュイとカップルを結成した。1998-1999年シーズンにはISUグランプリシリーズのラリック杯などにも出場したが同シーズン終了後に解散。その後ロシア出身の1997年世界ジュニア選手権チャンピオンであったミハイル・スチフーニンとカップルを結成した。一方、オリヴィエ・シャピュイはその後イザベル・ドロベルの双子の姉妹であるヴェロニク・ドロベルと組むことになる。
2000-2001年シーズン、ネーベルホルン杯で2位となり、スパルカッセン杯にも出場。2001年世界選手権では18位となった。翌2001-2002年シーズン、ISUグランプリシリーズのスケートアメリカとロシア杯に出場したもののシーズン終了後に解散。

## 主な戦績
| 大会/年            | 1999-00 | 2000-01 | 2001-02 |
| ------------------ | ------- | ------- | ------- |
| 世界選手権         |         | 18      |         |
| GPスケートアメリカ |         |         | 7       |
| スパルカッセン杯   |         | 7       |         |
| GPロシア杯         |         |         | 6       |
| ネーベルホルン杯   |         | 2       |         |
| ゴールデンスピン   | 5       |         |         |